# Xã Sullivan, Quận Ashland, Ohio
Xã Sullivan (tiếng Anh: Sullivan Township) là một xã thuộc quận Ashland, tiểu bang Ohio, Hoa Kỳ. Năm 2010, dân số của xã này là 2.513 người.